# بروخوایزن
بروخوایزن (به هلندی: Broekhuizen) یک منطقهٔ مسکونی در هلند است که در هورست ان‌ده ماس واقع شده‌است. بروخوایزن ۵٫۸۷ کیلومتر مربع مساحت و ۷۸۰ نفر جمعیت دارد.